# Macromitrium megalocladon
Macromitrium megalocladon là một loài Rêu trong họ Orthotrichaceae. Loài này được M. Fleisch. mô tả khoa học đầu tiên năm 1911.